# Big Brother Recordings
Big Brother Recordings es un sello discográfico que fue establecido en 2000, para lanzar grabaciones, sencillos y DVD de la banda Oasis en Reino Unido e Irlanda. El 19 de junio de 2008 se firmó un nuevo acuerdo con Sony BMG que les da derecho a cobrar una parte de los beneficios de los próximos tres álbumes de estudio de Oasis que se publiquen a través de Big Brother.
El nombre de la compañía es una referencia al compositor y guitarrista de Oasis, Noel Gallagher, el hermano mayor del cantante principal Liam Gallagher. Además de Big Brother Recordings, Noel Gallagher estuvo en Sour Mash Records, un sello fundado en 2001 que ha firmado por Proud Mary (banda de Royton) y Shack (banda formada en Liverpool). 
El número en catálogo de cada producción lleva el prefijo "RKID", que significa "nuestro hijo" ("our kid" en inglés), propio del argot del norte de Inglaterra para referirse a un hermano.

## Historia
Las grabaciones se iniciaron después de que Alan McGee anunciara el 25 de noviembre de 1999, que había abandonado Creation Records, la compañía originaria de Oasis. La primera versión de Big Brother fue el sencillo Go Let It Out (número de catálogo "RKID 001») del 7 de febrero de 2000, que lideró el cuarto álbum de estudio de la banda, Standing On The Shoulder Of Giants. 
El 14 de agosto de 2000, todos los sencillos de Oasis de Definitely Maybe, (What's the Story) Morning Glory? and Be Here Now fueron relanzados con la marca Big Brother, al cual se le asignó un nuevo número del catálogo RKID. 
En 2005, la banda británica Happy Mondays lanzó su primer material nuevo, después de más de 13 años, con la marca Big Brother, con el sencillo "Playground Superstar". 
Big Brother informó en 2005 de la recompra de los derechos del catálogo de Oasis por parte de Sony BMG, quienes tomaron el control completo de la creación de registros en 2000. El nuevo acuerdo firmado con Sony significa que este proceso se encuentra en espera en un futuro inmediato.
En septiembre de 2007, Oasis firmó un contrato con Universal Music Group, mediante el cual el DVD "Lord Don’t Slow Me Down" fue liberado por Big Brother Recordings Ltd. en Reino Unido y Big Brother Recordings Ltd./Universal Music internacionalmente. También por primera vez liberaron un sencillo digital el 21 de octubre de 2007 de "Lord Don’t Slow Me Down".
El 30 de julio de 2008, Warner Bros. Records anunció que había firmado en Estados Unidos y Canadá un acuerdo de distribución de un sencillo con Big Brother Recordings. La primera versión nueva en el marco del acuerdo fue "Dig Out Your Soul", el 7 de octubre de 2008, bajo una marca filial de Warner Bros, Reprise Records.

## Lanzamientos
| - RKID 001: Go Let It Out - RKID 002: Standing On The Shoulder Of Giants - RKID 003: Who Feels Love? - RKID 004: Sunday Morning Call - RKID 005: Familiar to Millions - RKID 006: Definitely Maybe * - RKID 007: (What's the Story) Morning Glory? * - RKID 008: Be Here Now * - RKID 009: The Masterplan * - RKID 010: Supersonic * - RKID 011: Shakermaker * - RKID 012: Live Forever * - RKID 013: Cigarettes & Alcohol * - RKID 014: Whatever" * - RKID 015: Some Might Say * - RKID 016: Roll With It * - RKID 017: Wonderwall * - RKID 018: Don't Look Back in Anger * - RKID 019: D'You Know What I Mean * - RKID 020: Stand by Me * | - RKID 021: All Around The World * - RKID 022: Live By The Sea * - RKID 023: The Hindu Times - RKID 024: Stop Crying Your Heart Out - RKID 025: Heathen Chemistry - RKID 026: Little By Little / She Is Love - RKID 027: Songbird - RKID 028: Can Y'see It Now? (I Can See It Now!!) ** - RKID 029: Lyla - RKID 030: Don't Believe The Truth - RKID 031: The Importance of Being Idle - RKID 032: Let There Be Love - RKID 033: Goal! (banda sonora) - RKID 034: Playground Superstar (Happy Mondays) - RKID 035: Champagne Supernova (Lynchmob Beats Mix) ** - RKID 036: Stop The Clocks - RKID 037: Stop the Clocks EP - RKID 038: Lord Don't Slow Me Down (documental) - RKID 038X: Lord Don't Slow Me Down (documental, disco 2, incluye concierto de 2005) - RKID 039: Lord Don’t Slow Me Down ** |

* Reediciones del antiguo material de Oasis.
**Grabación promocional únicamente